# Рёмбель, Манфред
Манфред Рёмбель (нем. Manfred Römbell; 3 декабря 1941, Бильдшток, Третий рейх — 21 июня 2010, Саарбрюккен, ФРГ) — немецкий прозаик, поэт и сценарист. Лауреат Литературной премии Курта Магнуса за 1969 год.

## Биография
Родился 3 декабря 1941 года в городе Бильдшток (современный Фридрихсталь в Сааре). Окончив школу, продолжил образование и получил диплом судебного клерка. Затем некоторое время обучался в Государственной художественной школе в Саарбрюккене, одной из предшественниц современного Саарского колледжа изящных искусств. Работал продавцом книг. После чего вернулся на работу судебным клерком и служил в Саарланде и Западном Берлине. В 1970-х годах увлёкся писательством. В 1969 году дебютировал романом «Холодный воздух». Рёмбель был членом Ассоциации немецких писателей. Жил и работал в Саарбрюккене. 21 июня 2010 года он был найден мёртвым в своей квартире после продолжительной болезни.
Рёмбель является автором нескольких романов, сборников стихов и малой прозы. По его сценариям ставились радиоспектакли и телевизионные фильмы. Главной работой писателя является трилогия «Ротштрассе», в которой повествуется об истории семьи в Сааре после 1945 года.

## Сочинения
- «Холодный воздух» (нем. Kaltluft, 1971)
- «Короткие процессы. 17 текстов» (нем. Kurze Prozesse. 17 Texte, 1973)
- «Это действительно оживает на осеннем кладбище» (нем. Richtig lebendig wird es auf dem Friedhof im Herbst, 1976)
- «Пылает светом» (нем. Brennen mit Licht, 1977)
- «Следующий фестиваль должен быть ещё масштабнее» (нем. Das nächste Fest soll noch größer werden, 1980)
- «Город и страна» (нем. Stadt und Land, 1981)
- «Прозрачная страна» (нем. Durchsichtig ist das Land, 1982)
- «Вогезский потоп» (нем. Vogesenflut, 1984)
- «Время Ротштрассе» (нем. Rotstraßenzeit, 1989)
- «Мечты на Ротштрассе» (нем. Rotstraßenträume, 1993)
- «Переход границы» (нем. Grenzüberschreitung, 1995)
- «Конец Ротштрассе» (нем. Rotstraßenende, 1996)
- «Телевизионная ирония» (нем. FernsehSpott, 2001)
- «То, что осталось от всех образов» (нем. Was blieb von all den Blicken, 2007)
- «Двойная жизнь» (нем. Doppelleben, 2009)

## Премии и награды
- Литературная премия Курта Магнуса[нем.] (1969)
- Грант от Министерства иностранных дел Германии (1975)
- Художественная премия от города Саарбрюккена (1986)
- Культурная премия Отто Вайля от города Фридрихшталя (2002)
- Стипендия от Литературного института — Дом искусств замка Виперсдорф[нем.] (2004)
- Манфред-Рёмбель-Вег — улица во Фридрихштале, родном городе писателя (2015)[2]